# ساوث ويناتشي (واشنطن)
ساوث ويناتشي (بالإنجليزية: South Wenatchee CDP, Washington)‏ هي منطقة سكنية تقع بولاية واشنطن في الولايات المتحدة. تبلغ مساحتها 4.0 كم2، وترتفع عن سطح البحر 20.7264 م، بلغ عدد سكانها 1,553 نسمة في عام 2010 حسب إحصاء مكتب تعداد الولايات المتحدة وتصل الكثافة السكانية فيها 388.2 نسمة لكل كيلومتر مربع (1,005.4/ميل2).

## التركيبة السكانية
حدّد مكتب تعداد الولايات المتحدة بيانات التركيبة السكانية لساوث ويناتشي في تعداد الولايات المتحدة. في ما يلي، التركيبة السكانية حسب تعدادي 2000 و2010.

### تعداد عام 2000
بلغ عدد سكان ساوث ويناتشي 1,991 نسمة بحسب تعداد عام 2000، وبلغ عدد الأسر 620 أسرة وعدد العائلات 450 عائلة مقيمة في المنطقة السكنية. في حين سجلت الكثافة السكانية 497.8 نسمة لكل كيلومتر مربع (1,289.3/ميل2). وبلغ عدد الوحدات السكنية 665 وحدة بمتوسط كثافة قدره 166.2 لكل كيلومتر مربع (430.5/ميل2).
وتوزع التركيب العرقي للمنطقة السكنية بنسبة 67.70% من البيض و0.25% من الأمريكيين الأفارقة و1.81% من الأمريكيين الأصليين و0.35% من الأمريكيين ذوي الأصول الآسيوية و0.05% من سكان جزر المحيط الهادئ و27.47% من الأعراق الأخرى و2.36% من عرقين مختلطين أو أكثر و36.06% من الهسبانيون أو اللاتينيون من أي عرق.
بلغ عدد الأسر 620 أسرة كانت نسبة 49.8% منها لديها أطفال تحت سن الثامنة عشر تعيش معهم، وبلغت نسبة الأزواج القاطنين مع بعضهم البعض 50.6% من أصل المجموع الكلي للأسر، ونسبة 16% من الأسر كان لديها معيلات من الإناث دون وجود شريك، بينما كانت نسبة 6% من الأسر لديها معيلون من الذكور دون وجود شريكة وكانت نسبة 27.4% من غير العائلات. تألفت نسبة 21.3% من أصل جميع الأسر من عدة أفراد يعيشون في نفس المنزل ونسبة 7.9% كانت تتألف من شخص يعيش بمفرده يبلغ من العمر 65 عاماً أو أكثر. وبلغ متوسط حجم الأسرة المعيشية 3.15، أما متوسط حجم العائلات فبلغ 3.64.
بلغ العمر الوسطي للسكان 28.1 عاماً. وكانت نسبة 33.8% من القاطنين تحت سن الثامنة عشر، وكانت نسبة 12.4% بين الثامنة عشر والرابعة والعشرين عاماً، ونسبة 27.3% كانت واقعةً في الفئة العمرية ما بين الخامسة والعشرين والرابعة والأربعين عاماً، ونسبة 16.8% كانت ما بين الخامسة والأربعين والرابعة والستين، ونسبة 7.6% كانت ضمن فئة الخامسة والستين عاماً فما فوق. يوجد لكل 100 أنثى 105.9 ذكر، ويوجد لكل 100 أنثى في الثامنة عشر من عمرها فما فوق 103.7 ذكر.
بلغ متوسط دخل الأسرة في المنطقة السكنية 29,741 دولارًا، أما متوسط دخل العائلة فبلغ 31,417 دولارًا. وكان متوسط دخل الذكور 27,935 دولارًا مقابل 27,786 دولارًا للإناث. وسجل دخل الفرد الخاص بالمنطقة السكنية 11,613 دولارًا. وكانت نسبة 15.5% من العائلات ونسبة 19.9% من السكان تحت خط الفقر، وكان من هؤلاء نسبة 23.5% تحت سن الثامنة عشر ونسبة 10.6% في الخامسة والستين من العمر وما فوق.

### تعداد عام 2010
بلغ عدد سكان ساوث ويناتشي 1,553 نسمة بحسب تعداد عام 2010، وبلغ عدد الأسر 460 أسرة وعدد العائلات 348 عائلة مقيمة في المنطقة السكنية. في حين سجلت الكثافة السكانية 388.2 نسمة لكل كيلومتر مربع (1,005.4/ميل2). وبلغ عدد الوحدات السكنية 493 وحدة بمتوسط كثافة قدره 123.2 لكل كيلومتر مربع (319.1/ميل2).
وتوزع التركيب العرقي للمنطقة السكنية بنسبة 50.55% من البيض و0.13% من الأمريكيين الأفارقة و1.35% من الأمريكيين الأصليين و0.77% من الأمريكيين ذوي الأصول الآسيوية و42.88% من الأعراق الأخرى و4.31% من عرقين مختلطين أو أكثر و62.65% من الهسبانيون أو اللاتينيون من أي عرق.
بلغ عدد الأسر 460 أسرة كانت نسبة 50.4% منها لديها أطفال تحت سن الثامنة عشر تعيش معهم، وبلغت نسبة الأزواج القاطنين مع بعضهم البعض 48.9% من أصل المجموع الكلي للأسر، ونسبة 17.8% من الأسر كان لديها معيلات من الإناث دون وجود شريك، بينما كانت نسبة 8.9% من الأسر لديها معيلون من الذكور دون وجود شريكة وكانت نسبة 24.3% من غير العائلات. تألفت نسبة 16.3% من أصل جميع الأسر من عدة أفراد يعيشون في نفس المنزل ونسبة 5.2% كانت تتألف من شخص يعيش بمفرده يبلغ من العمر 65 عاماً أو أكثر. وبلغ متوسط حجم الأسرة المعيشية 3.38، أما متوسط حجم العائلات فبلغ 3.80.
بلغ العمر الوسطي للسكان 28.2 عاماً. وكانت نسبة 33.9% من القاطنين تحت سن الثامنة عشر، وكانت نسبة 10.9% بين الثامنة عشر والرابعة والعشرين عاماً، ونسبة 27.9% كانت واقعةً في الفئة العمرية ما بين الخامسة والعشرين والرابعة والأربعين عاماً، ونسبة 21.1% كانت ما بين الخامسة والأربعين والرابعة والستين، ونسبة 6.2% كانت ضمن فئة الخامسة والستين عاماً فما فوق. وتوزع التركيب الجنسي للسكان بنسبة 51.9% ذكور و48.1% إناث.